# ヤマハ・TT250R
TT250Rは1993年（平成5年）に発表されたヤマハ発動機製のトレールタイプのオートバイである。マイナーチェンジを行ないながら販売されたが、2000年（平成12年）に施行された自動車排出ガス規制に対応できないことから1999年に製造を終了した。

## モデル一覧

### TT250R
1993年4月に発売。セルモーターとデジタルメーターを装備したマシンでサスペンションストロークは前後とも280mmを確保していた。1997年にマイナーチェンジを行なった。

### TT250R Raid
TT250Rをベースとして1994年に発売。シート高を875mmに下げて足つき性を向上し、合わせてサスペンションのストロークを260mmに短縮している。燃料タンクは容量16リットルのものに変更して航続距離を確保、長距離のライディングでの疲労を軽減するためにシートの形状を変更した。さらにヘッドライトを大径丸形に変更し、夜間走行時の視界を確保している。1995年と1996年にマイナーチェンジを行なった。